# Patrick Farkas
Patrick Farkas (* 9. September 1992 in Oberwart) ist ein österreichischer Fußballspieler auf der Position eines Abwehrspielers.

## Karriere

### Verein
Farkas begann seine aktive Karriere als Fußballspieler im August 2001 und war im Vergleich zu seinen Alterskollegen, die zum Großteil bereits einige Jahre zuvor bei einem Verein untergekommen sind, mit über neun Jahren eher ein Spätanfänger. Bei seinem ersten Verein, dem ASK Oberdorf, durchlief er bis Sommer 2006 verschiedene Spielklassen und wurde zuvor ab dem Sommer 2004 an den Kooperationsverein SV Oberwart in die Bezirkshauptstadt Oberwart abgegeben. Dort war er anfangs auch im Nachwuchsfußball aktiv und war danach ab 1. August 2006 im Bundesnachwuchszentrum (BNZ) Burgenland gemeldet, das er bis zum Jahre 2008 besuchte.
Nachdem er seine Ausbildungsstätte verlassen hatte, kehrte er für eine halbe Saison zu seinem ehemaligen Jugendverein ins Südburgenland zurück, wo er vorwiegend im Nachwuchs zum Einsatz kam, aber auch zwei Spiele im Erwachsenenteam mit Spielbetrieb in der sechstklassigen 1. Klasse Süd B absolvierte. Sein Teamdebüt gab er hierbei am 4. Mai 2008, als er bei einem 3:0-Heimsieg über UFC Mogersdorf zur Halbzeitpause beim Stand von 1:0 für Thomas Halper eingewechselt wurde.
In der darauffolgenden Runde am 11. Mai war Farkas bei einem 2:2-Auswärtsremis gegen den ASV Großmürbisch über die gesamte Spieldauer im Einsatz. Obgleich Farkas nur in zwei Partien spielte, wurde die Mannschaft am Ende Meisterschaft hinter dem USV Rudersdorf (1.) und dem SV Eltendorf (2.) immerhin Tabellendritter.

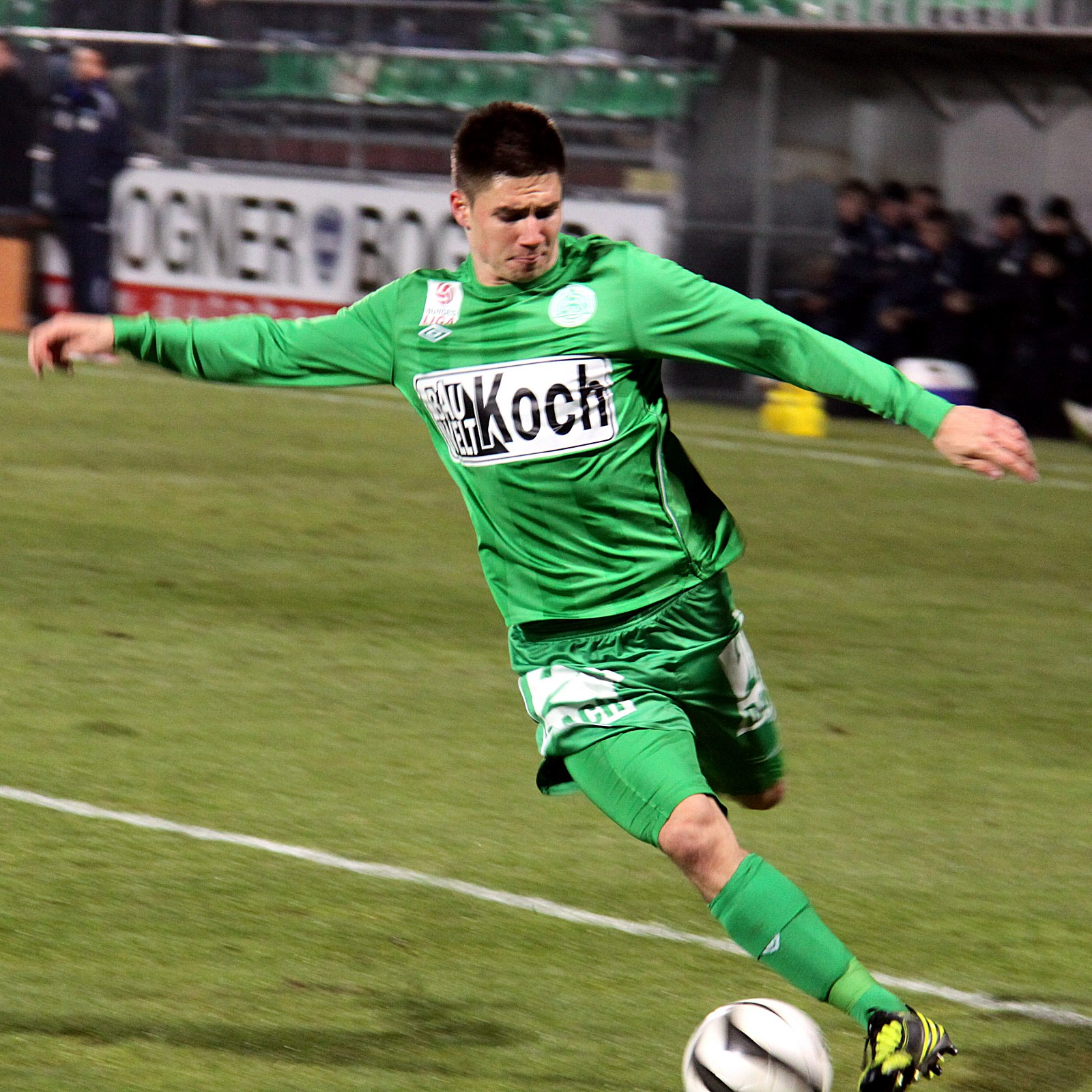
Patrick Farkas im Trikot der SV Mattersburg

Im Sommer 2008 schaffte der damals 15-jährige Farkas den Sprung vom unterklassigen ASK Oberdorf zur SV Mattersburg, wo er anfangs vor allem im Amateurteam in der drittklassigen Regionalliga Ost zum Einsatz kam. Seit Teamdebüt gab er hierbei am 1. März 2009, als er bei einer 0:2-Niederlage gegen den niederösterreichischen FC Waidhofen/Ybbs von Beginn an am Platz stand und ab der 72. Minute für den Slowaken Mario Marko ausgewechselt wurde. Während der gesamten Spielzeit 2008/09 kam er auf 12 Regionalligaeinsätze und einen Treffer. Diesen erzielte er am 29. Mai 2009, als er bei einem 8:0-Erfolg über den SC Zwettl den Treffer zum 3:0 erzielte.
In der Saison 2009/10 stand Farkas neben den Amateuren auch im Kader des Profiteams des SV Mattersburg. Nach  13 Meisterschaftsspielen und drei Toren in der Regionalliga Ost kam Farkas am 13. Februar 2010 zu seinem Bundesliga- und somit Profidebüt, als er beim 1:0-Heimerfolg über den Aufsteiger aus der Ersten Liga, dem SC Magna Wiener Neustadt über die gesamte Spielzeit auf dem Platz stand, gute Offensiv-Leistungen brachte und einige Male zu Torchancen kam.
Nach sieben Jahren bei Mattersburg wechselte Farkas zur Saison 2017/18 zum FC Red Bull Salzburg, bei dem er einen bis Juni 2020 gültigen Vertrag erhielt.
Am 21. Oktober 2019 erlitt Farkas einen Schlaganfall und fiel in der Folge als Spieler für Salzburg aus. Sein Comeback auf dem Platz gab er am 9. Februar 2020 beim Pokalspiel gegen den SKU Amstetten, wo er das letzte Tor vorbereitete. In insgesamt vier Spielzeiten in Salzburg kam der Abwehrspieler zu 48 Bundesligaeinsätzen, insgesamt absolvierte er 61 Pflichtspiele für die „Bullen“.
Zur Saison 2021/22 wechselte Farkas in die Schweiz zum FC Luzern, bei dem er einen bis Juni 2023 laufenden Vertrag erhielt. In Luzern kam er bis zur Winterpause aber, auch bedingt durch Verletzungen, nur siebenmal in der Super League zum Einsatz. Nach einem halben Jahr im Ausland kehrte er im Jänner 2022 wieder nach Österreich zurück und schloss sich dem TSV Hartberg an, bei dem er einen bis Juni 2024 laufenden Vertrag erhielt. Für Hartberg absolvierte er insgesamt 30 Bundesligapartien.
Zur Saison 2023/24 wechselte der Abwehrspieler zum Regionalligisten SV Oberwart, für den er bereits in seiner Jugend gespielt hatte.

### Nationalmannschaft

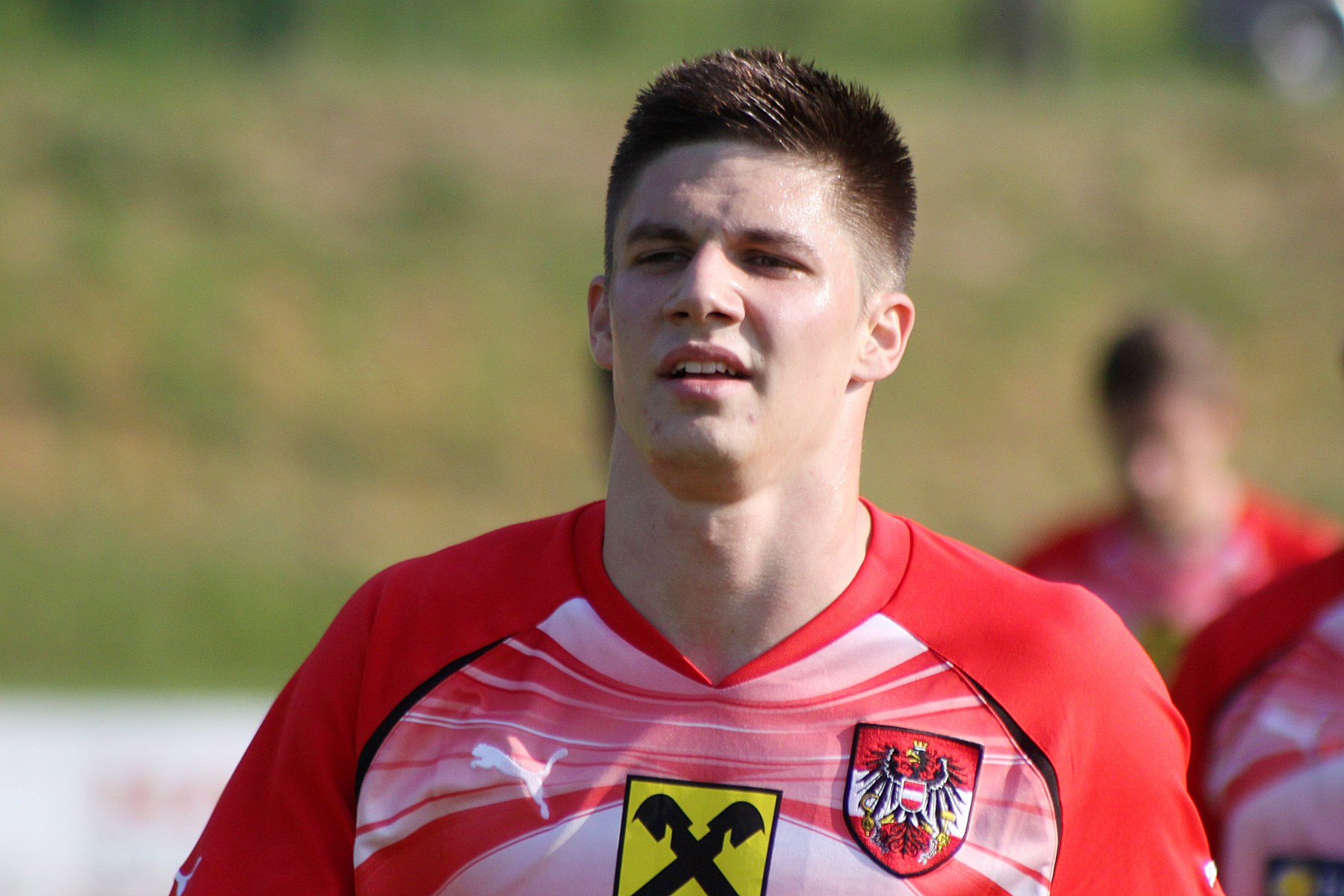
Patrick Farkas im Trikot der U-21-Nationalmannschaft

Patrick Farkas machte bereits Erfahrung mit der U-16-Auswahl Österreichs, für die er bis 2008 spielte. Ab 2008 kam er dann zur österreichischen U-17-Auswahl, für die er in insgesamt 14 Länderspielen im Einsatz war. Für die U-17-Nationalmannschaft wurde er dabei im April 2008 zum ersten Mal einberufen und wurde rasch zu einem Stammspieler im Team. Im September 2009 wurde Farkas zum ersten Mal in seiner Fußballerlaufbahn ins österreichische U-18-Nationalteam für ein Länderspiel gegen die Schweiz berufen.
Beim Spiel am 16. September 2009 war Farkas von Beginn an im Einsatz und wurde in der 59. Minute durch Martin Harrer auf der Mittelfeldposition ersetzt; das Freundschaftsspiel endete in einer 1:2-Niederlage. Er wurde von Teamchef Heraf in den Kader für die U20-WM in Kolumbien berufen, wo er in allen drei Spielen zum Einsatz kam.

## Erfolge
- Österreichischer Meister: 2018, 2019, 2020, 2021
- Österreichischer Cupsieger: 2019, 2020, 2021

## Familie
Sein Cousin Christoph Halper (* 1998) ist ebenfalls als Profifußballspieler aktiv.